# Менинги
Менингите представляват три мембрани, които покриват главния и гръбначния мозък. Най-външната обвивка е прикрепена към черепа и е двуслойна, нарича се dura mater. Втората обвивка се нарича arachnoidea. Представлява много тънка мембрана, която омекотява ударите. Последната мембрана е най-меката и се нарича pia mater.

## При Хордови
Други представители на тип Хордови също имат менинги. Например рибите имат само една мембрана, земноводните и влечугите имат две, а птиците – три.